# Saint-Gobain
A Saint-Gobain az anyagok gyártására, átalakítására és forgalmazására szakosodott francia vállalat.
A Jean-Baptiste Colbert (1619-1683) által 1665-ben Manufacture royale des glaces néven alapított társaság hatvannyolc országban van jelen és 2019-ben közel 171 000 embert foglalkoztat. 2019 óta a vállalat központja La Défense-ben található, a Tour Saint-Gobain felhőkarcolóban.